# 札幌巨蛋
札幌巨蛋（日語：札幌ドーム）位於日本北海道札幌市豐平區，為一座棒球與足球兩用的有蓋體育場，為日本全國第6座，及日本最北的有蓋球場。體育場是札幌岡薩多足球隊的主場，在2004年至2023年3月亦曾做為北海道日本火腿鬥士棒球隊的主場。
札幌巨蛋與福岡巨蛋、東京巨蛋、名古屋巨蛋、大阪巨蛋並稱日本五大巨蛋，其餘日本巨蛋亦有西武巨蛋的大型體育演唱會場地。

## 概要

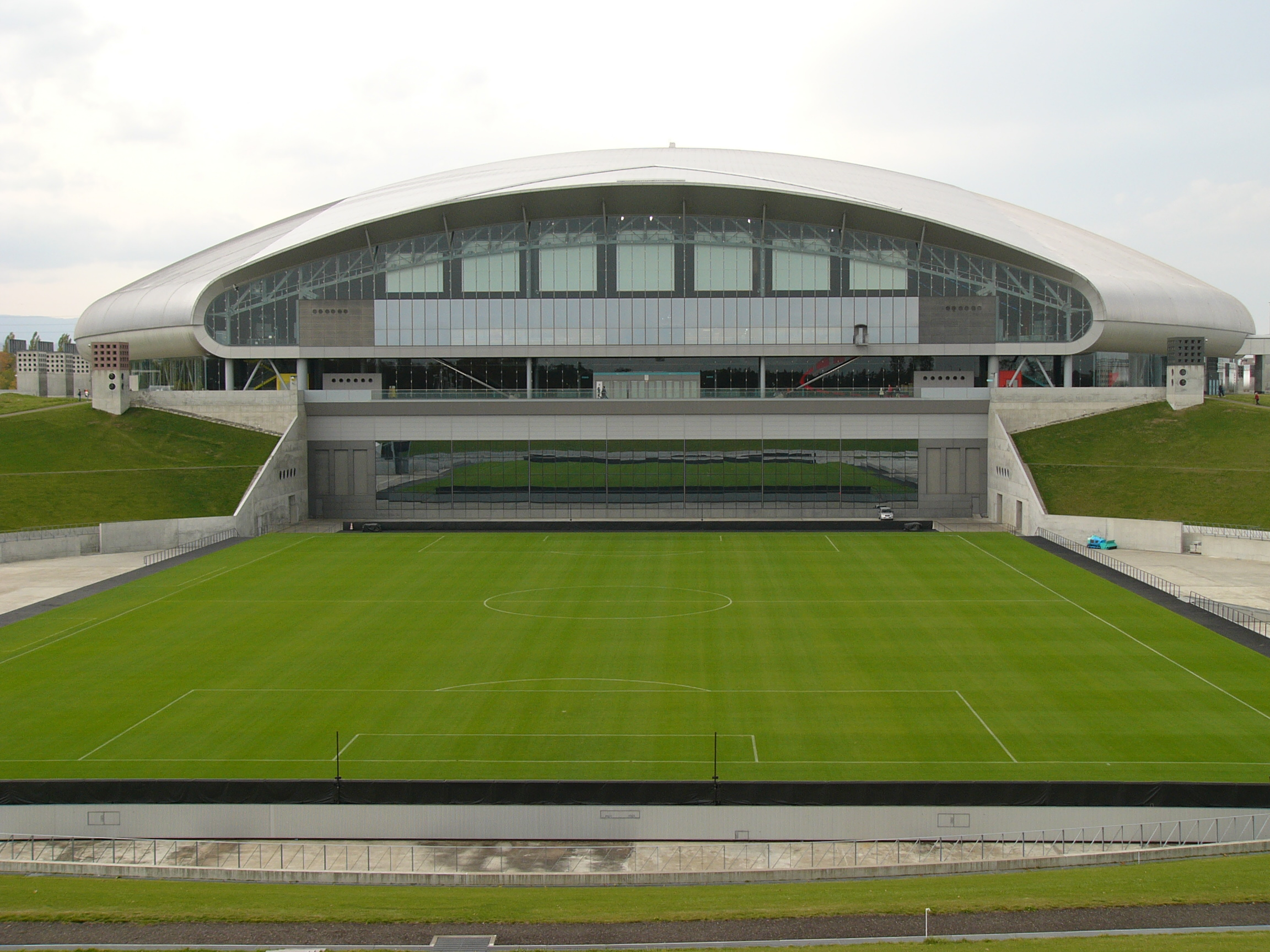
球場外的足球場天然草皮地，於足球賽才會移入室內。

札幌穹顶体育场在2001年6月落成啟用，可容納42,122名觀眾。其建築面積有53,800平方米，總樓面面積為97,503平方米。上蓋直徑為245米，看台傾斜度為30度。體育場在2002年韓日世界盃期間舉行過多場賽事，德國在此大勝沙地阿拉伯，而英格蘭亦在此戰勝其宿敵阿根廷。
札幌穹顶体育场的最大特色，是它為棒球及足球設置兩組不同的競賽場地。棒球賽使用人造草地，而足球賽則使用在比賽時才移進室內的天然草地。長120公尺、寬85公尺、重8300公噸的巨大天然草皮足球場，是將草皮用氣墊向上提起7.5公分後，利用34個車輪，以每分鐘4公尺的速度移動。在沒有比賽的時候，天然草坪場地被移至戶外競技場以培育成優質草皮。其他採用類似設計的體育場包括荷蘭的加爾勒球場及德國的維爾廷斯球場。而札幌穹顶体育场與這兩個體育場的最大分別，是其上蓋不能打開。
由於北海道冬季多雪，巨蛋設計時就已考慮到當地冬天的盛行風為西北風，屋頂上風處設計高，背風處設計低，屋頂積雪會自然落下，即使在降雪季節也無需除雪。
札幌巨蛋擁有全日本職棒球場中最寬闊的外野，在福岡巨蛋改建縮牆（將全壘打牆內推）後，札幌巨蛋的全壘打牆也成為日本職棒球場中最高，使其成為知名的「投手球場」，不少在其他球場會成為全壘打的球在這裡會變成飛球遭接殺或成為普通的安打，因此引發不少球員的抱怨（如中田翔就曾表示若非札幌巨蛋，其一年全壘打產量會增加至少十支），而因其與足球共用，故不能任意改建。
因棒球足球共用場地的不便且租金高昂，日本火腿球團在札幌近郊北廣島市新建一座自有的可開闔屋頂棒球場，名為ES CON FIELD HOKKAIDO，於2023年3月啟用。

## 交通
- 札幌市營地下鐵：
  東豐線福住站

## 相關
- 體育場
- 巨蛋

## 外部連結
- 札幌穹顶体育场（日語）
- 札幌穹顶 （页面存档备份，存于）（英文）